# Solenopsis deserticola
Solenopsis deserticola é uma espécie de formiga do gênero Solenopsis, pertencente à subfamília Myrmicinae.